# ブースカ!ブースカ!! (曲)
「ブースカ!ブースカ!!」は、林原めぐみの23枚目のシングル。1999年12月3日にスターチャイルドから発売された（KIDA-190）。

## 概要
- テレビ東京系列で放送された特撮テレビドラマ『ブースカ! ブースカ!!』の主題歌（オープニングおよびエンディング）。前作に続き、非アニメ作品のタイアップとなった。
- 林原が旧作『快獣ブースカ』のファンであることから、キングレコードの大月プロデューサーから依頼されたとコメントしている[2]。
- 林原のシングルとしては、「Give a reason」から前作「question at me」まで、12作連続でオリコンの週間シングルチャートのトップ20に入っていたが、その記録も今作で途切れた。

## 収録曲
（全作詞：有森聡美、作曲・編曲：大森俊之）
1. ブースカ!ブースカ!! [2:38]
  - テレビ東京系『ブースカ! ブースカ!!』オープニングテーマ
2. 晴れときどき晴れ [2:52]
  - テレビ東京系『ブースカ!ブースカ!!』エンディングテーマ
3. ブースカ!ブースカ!! （OFF VOCAL VERSION） [2:38]
4. 晴れときどき晴れ （OFF VOCAL VERSION） [2:54]

## 収録アルバム
| 曲名                | 収録アルバム                              | 発売日        | 規格品番 | 備考                                                             |
| ------------------- | ----------------------------------------- | ------------- | -------- | ---------------------------------------------------------------- |
| ブースカ!ブースカ!! | 『ブースカ!ブースカ!! 音楽集・大盛!』     | 2000年1月28日 | KICA-493 | オリジナルとアコースティック・ビアノ・ヴァージョンが収録。       |
| ブースカ!ブースカ!! | 『ブースカ!ブースカ!! 音楽集之弐・替玉!』 | 2000年5月24日 | KICA-510 | TVサイズ、ヴァイオリン・ヴァージョン、インストゥルメンタルが収録 |
| ブースカ!ブースカ!! | 『feel well』                             | 2002年6月26日 | KICS-955 |                                                                  |
| 晴れときどき晴れ    | 『ブースカ!ブースカ!! 音楽集・大盛!』     | 2000年1月28日 | KICA-493 |                                                                  |
| 晴れときどき晴れ    | 『ブースカ!ブースカ!! 音楽集之弐・替玉!』 | 2000年5月24日 | KICA-510 | インストゥルメンタル、フルート・ヴァージョン、TVサイズが収録     |
| 晴れときどき晴れ    | 『feel well』                             | 2002年6月26日 | KICS-955 |                                                                  |